# De pest (roman)
De pest (Frans: La Peste) is een roman van de Franse schrijver Albert Camus. De roman werd 1947 uitgegeven bij Gallimard en droeg bij tot de nominatie van de schrijver voor de Nobelprijs voor Literatuur, die hij kreeg in 1957. Camus deelde het werk in bij zijn cycle de la révolte die hij naast zijn cycle de l'absurde schreef.

## Verhaal
Het verhaal speelt zich af in de Algerijnse stad Oran, toen (1940) nog een kolonie van Frankrijk. De schrijver beschrijft de geleidelijke verovering van de stad door de ziekte. Op zeker moment wordt de stad van de buitenwereld afgesloten. Camus beschrijft de evolutie van de menselijke reacties bij het voortschrijdende onheil: van aanvankelijke onverschilligheid, over ontkenning naar wanhopige bestrijding en ten slotte berusting. Als eindelijk, na bijna een jaar, hulp komt vanuit Parijs, loopt het aantal doden terug en wordt de quarantaine opgeheven. Ondanks het verschrikkelijke drama eindigt het verhaal met een zekere opluchting en feeststemming.

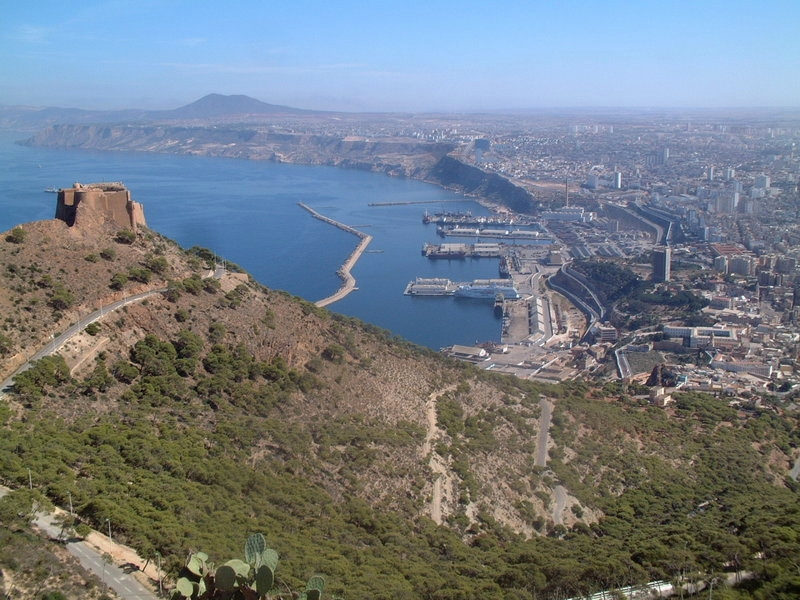
Oran

## Oorlogsmetafoor
Het centrale idee van de pestepidemie kan worden begrepen als de om zich heen grijpende "bruine pest" van het nazisme, die bij verschijning van de roman pas twee jaar was verslagen. Meer in het bijzonder is Oran te vergelijken met het door de Duitsers bezette Frankrijk. De dokters en de sanitaire ploegen staan voor het verzet, waarin Camus zelf actief was geweest. In Cottard, die profiteert van de ziekte, zien we de collaboratie.
In een bespreking begin 1955 noemde de criticus Roland Barthes het een misverstand dat De pest over de oorlog zou gaan. Camus wees hem er in een open brief op dat een uittreksel van  De pest al tijdens de oorlog was verschenen in het verzetsblad Combat en dat men er in alle landen terecht de strijd van het Europese verzet tegen het nazisme in had herkend. Hij ging verder: "De pest is in zekere zin meer dan een kroniek van het verzet. Maar het is zeker niet minder dan dat." De epidemie staat dus ook ruimer voor het existentiële kwaad, dat in verschillende gedaanten altijd terugkomt, en het boek verkent hoe de mens zich moet verhouden tot de absurditeit die dit in zijn bestaan introduceert. In Camus' oeuvre markeert het werk de overgang van de eenzelvige houding uit De vreemdeling naar de erkenning van de gemeenschap en de nood om deel te nemen aan haar strijd.

## Film
Het boek werd in 1992 verfilmd door Luis Puenzo.

## Nederlandse vertalingen
- De pest, vert. Willy Corsari, 1948
- De pest, vert. Jan Pieter van der Sterre, 1980